# Апастово
Апа́стово (тат. Апас) — посёлок городского типа, административный центр Апастовского района Республики Татарстан России.

## География
Посёлок расположен в 109 км к юго-западу от Казани, в долине реки Свияга (в 5 км от основного русла, на небольшой речке Табарка, притоке Улемы). Железнодорожная станция Каратун расположена в 11 км к северо-западу от посёлка.

## История
Известно с 1647 года как Еналеево.
До 1920 года село входило в Ильинско-Шонгутскую волость Тетюшского уезда Казанской губернии. С 1920 года находилось в составе Тетюшского, с 1927 года — Буинского кантона Татарской АССР. С 10 августа 1930 года — центр Апастовского района, с 1 февраля 1963 года — в составе Тетюшского района, с 4 марта 1964 года вновь является районным центром.
В 1959 году подали электричество с генератора, которое было несколько часов в день. В 1964 подали электричество постоянно.
Статус посёлка городского типа — с 9 сентября 2004 года.

## Население
| 1959  | 1970  | 1979  | 1989  | 2002  | 2006  | 2007  |
| ----- | ----- | ----- | ----- | ----- | ----- | ----- |
| 2002  | ↗2363 | ↗2917 | ↗3903 | ↗4566 | ↗4923 | ↗4950 |
| 2009  | 2010  | 2011  | 2012  | 2013  | 2014  | 2015  |
| ↘4944 | ↗5145 | ↗5164 | ↗5228 | ↗5295 | ↘5287 | ↗5306 |
| 2016  | 2017  | 2018  | 2019  | 2020  | 2021  |       |
| ↗5325 | ↗5340 | ↗5360 | ↗5416 | ↘5414 | ↘5119 |       |

## Экономика
Действуют предприятия лёгкой и пищевой промышленности — хлебокомбинат, и ряд других предприятий.

## Социальная сфера
- Средняя школа
- Апастовский аграрный колледж
- Дом культуры
- Ледовый дворец спорта «Алтын Алка»
- Плавательный бассейн «Дулкын»
- Центр детского творчества «Сэлэт»  *Спортивный комплекс «Апас»
- МБУ ДО «Апастовская детская школа искусств имени Сары Садыйковой»

## Достопримечательности
- Апастовский краеведческий музей[21].
- Мемориал в честь Великой Отечественной войны «Аллея Героев».
- Центр отдыха «Набережная».
- Центральный парк с амфитеатром и фонтанным комплексом.
- Парк Победы.